# Левантийский ориньяк
Левантийский ориньяк — археологическая культура верхнего палеолита в Леванте, родственная ориньякской культуре в Европе. Возраст находок оценивается в 30 тыс. лет. Направление влияния европейского и левантийского ориньяка считается дискуссионным. На самом Ближнем Востоке левантийскому ориньяку предшествовали две верхнепалеолитические культуры: ахмарская и эмирская. Материалом для выделения данной культуры являются находки в пещерах Хайоним, Кзар-Акил, Ябруд. Особенностью индустрии левантийского ориньяка были бусы из раковин, каменные наконечники.